# Bringin (Ciwaringin)
Bringin is een bestuurslaag in het regentschap Cirebon van de provincie West-Java, Indonesië. Bringin telt 4109 inwoners (volkstelling 2010).